# Teena Marie
Teena Marie, właśc. Mary Christine Brockert (ur. 5 marca 1956 w Santa Monica, Kalifornia, zm. 26 grudnia 2010 w Pasadenie) – amerykańska piosenkarka, autorka piosenek i producentka muzyczna.
Zyskała sławę takimi utworami jak "Lovegirl", "Square Biz" i "Fire and Desire", który wykonywała z funkowym muzykiem Rickiem Jamesem. Czterokrotnie nominowana do nagrody Grammy.
Teena Marie zmarła z przyczyn naturalnych w niedzielę 26 grudnia 2010 roku w swoim domu w Pasadenie w stanie Kalifornia.

## Dyskografia
- Wild and Peaceful (1979)
- Lady T (1980)
- Irons in the Fire (1980)
- It Must Be Magic (1981)
- Robbery (1983)
- Starchild (1984)
- Emerald City (1986)
- Naked to the World (1988)
- Ivory (1990)
- Passion Play (1994)
- La Doña (2004)
- Sapphire (2006)
- Congo Square (2009)